# ابرهای ماه مه
ابرهای ماه مه (ترکی استانبولی: Mayıs Sıkıntısı) فیلمی از نوری بیلگه جیلان کارگردان اهل ترکیه، محصول سال ۱۹۹۹ میلادی است.